# 布勢宅主
布勢 宅主（ふせ の やかぬし）は、奈良時代の官人。姓は朝臣。官位は従五位下・右京亮。

## 経歴
聖武朝の天平17年（745年）4月、右京職移に、大進・従六位下・勲十二等として署がある。同19年（747年）正月、県犬養小山守・大野横刀・小野田守とともに正六位下から従五位下に昇叙。同年3月には壬生宇陀麻呂の後任の右京亮に就任する。同年11月の「国分寺造営督促の詔」により、石川年足・阿倍小島とともに布勢宅主も各道に分けて派遣され、寺地の検分、寺の作られた状態の視察を行い、国司・国師とともに国分寺の寺地を選び、造営と営繕を加えている。

## 官歴
注記のないものは『続日本紀』による
- 天平17年（745年）4月：見右京大進・従六位下・勲十二等（『大日本古文書』による）
- 時期不詳：正六位下
- 天平19年（747年）正月20日：従五位下。3月10日：右京亮。11月7日：国分寺建立の検地監督